# Сакаэ, Кадзухито
Кадзухито Сакаэ (яп. 栄 和人 Сакаэ Кадзухито, 19 июня 1960) — японский борец, чемпион Азии, призёр чемпионата мира и Азиатских игр.
Родился в 1960 году на островах Амами. В 1983 году на чемпионате Азии стал чемпионом по правилам вольной борьбы и завоевал серебряную медаль по правилам греко-римской борьбы. В 1986 году стал серебряным призёром Азиатских игр по вольной борьбе. В 1987 году завоевал бронзовую медаль чемпионата мира по правилам вольной борьбы. В 1988 году принял участие в Олимпийских играх в Сеуле, но неудачно. В 1989 году вновь стал чемпионом Азии по правилам вольной борьбы.
По окончании спортивной карьеры перешёл на тренерскую работу, у него тренировались Саори Ёсида, Каори Итё, Хитоми Обара, Тихару Итё, Эри Тосака.